# Despierta (álbum)
Despierta es el segundo álbum en la carrera del roquero español Miguel Ríos, publicado en 1970. Incluye su éxito mundial «Himno a la alegría».

## Lista de canciones
1. "Miss Mattos" - 3:36
2. "I Want To Make You Feel All Right" - 1:58
3. "Ella se fue" - 3:45
4. "América" - 3:41
5. "Recuerdos" - 3:51
6. "Ponle Un Poco De Sabor A Tu Vida" - 2:42
7. "Ahora Que He Vuelto" - 2:42
8. "Himno a la alegría" (Beethoven) - 4:45
9. "Rock de la cárcel" - 3:10
10. "Despierta" - 3:51
11. "Al salir el sol" - 4:00
12. "Soledad" - 3:50